# Чак Гоґан
Чарльз Патрік Гоґан — американський прозаїк, сценарист і телепродюсер. Він найбільш відомий як автор «Принца злодіїв» і як співавтор трилогії «Штам» разом із Гільєрмо дель Торо . Разом з дель Торо Гоґан створив телесеріал Штам (2014–2017), адаптувавши трилогію вампірських романів.
Гоґан також написав кримінальні романи The Standoff (1995), The Blood Artists (1998), The Killing Moon (2007), The Devils In Exiles (2010), а також сценарій до військового фільму 13 Hours: The Secret Soldiers of Benghazi (2016).
«Принц злодіїв» (2004) був адаптований до фільму «Місто» Бена Аффлека, номінованого на премію «Оскар» (2010). Твір отримав премію Геммета 2005 року і був названий Стівеном Кінгом одним із десяти найкращих романів року. 
1. ↑  Internet Speculative Fiction Database — 1995.
2. ↑  "Blake Lively Goes to ‘Town’ for Ben Affleck" [Архівовано 2009-09-04 у Wayback Machine.] Retrieved September 5, 2009